# Andrographis laxiflora
Andrographis laxiflora är en akantusväxtart som först beskrevs av Bi., och fick sitt nu gällande namn av Gustav Lindau. Andrographis laxiflora ingår i släktet Andrographis och familjen akantusväxter. Utöver nominatformen finns också underarten A. l. glomeruliflora.